# Trip (CHAGE and ASKAの曲)
「Trip」（トリップ）は、チャゲ&飛鳥（現：CHAGE and ASKA）の楽曲。自身の22作目のシングルとして、ポニーキャニオンから1988年10月5日に発売された。

## 背景・リリース
前作「ラプソディ」から約4か月ぶりに発売された作品。飛鳥（現：ASKA）は、この頃からヒットシングルを制作するのではなく、「自分達が好きな曲、良いと思う曲」をシングルとして発売することを考えていた。その第一弾が本作である。
発売日に関して、当時の公式サイトや書籍、また自身のアルバムに付属されているディスコグラフィーでは1988年10月25日と表記されているが、現在は1988年10月5日に修正されている。

## 収録曲
| #         | タイトル     | 作詞      | 作曲      | 編曲      | 時間  |
| --------- | ------------ | --------- | --------- | --------- | ----- |
| 1.        | 「Trip」     | 飛鳥涼    | 飛鳥涼    | 十川知司  | 5:10  |
| 2.        | 「ソプラノ」 | 澤地隆    | CHAGE     | 澤近泰輔  | 5:30  |
| 合計時間: | 合計時間:    | 合計時間: | 合計時間: | 合計時間: | 10:40 |

## 楽曲解説
1. Trip
アルバム『ENERGY』に収録されたものは、エンディングにテンポをチェンジした新たなパートが追加されている。シングルバージョンは本作にのみ収録。
2. ソプラノ
その後にリリースされたアルバムには本曲は収録されず、またシングル自体も廃盤になったため、しばらくは入手困難な状態が続いていたが、2009年8月25日より各大手配信サイトにて楽曲の配信が開始された為、両曲共に視聴、入手は容易となった。

## 収録アルバム
- ENERGY (#1)※アルバム・ミックス
- SUPER BEST II (#1)※リミックス・ヴァージョン
- SUPER BEST BOX SINGLE HISTORY 1979-1994 AND Snow Mail (#1)※リミックス・ヴァージョン